# Liste der Naturdenkmale in Jonsdorf
Die Liste der Naturdenkmale in Jonsdorf umfasst Naturdenkmale der sächsischen Gemeinde Jonsdorf.

## Liste der Naturdenkmale in Jonsdorf
Link zu einem Kartenansichtstool, um Koordinaten zu setzen.
| Bild                          | Bezeichnung                             | Lage                               | Beschreibung | Datum | Nummer |
| ----------------------------- | --------------------------------------- | ---------------------------------- | --- | ----- | ------ |
| Fotos hochladen               | Drei Tische                             | (50° 50′ 56,5″ N, 14° 41′ 54,8″ O) | Naturdenkmal Verordnung des Landkreises Löbau-Zittau zur Festsetzung von geologischen Naturdenkmalen im Landkreis Löbau-Zittau (27. Februar 2002) |       | GR 270 |
| BW                            | Kellerbergbruch                         | (50° 50′ 46,7″ N, 14° 41′ 57,2″ O) | Naturdenkmal Verordnung des Landkreises Löbau-Zittau zur Festsetzung von geologischen Naturdenkmalen im Landkreis Löbau-Zittau (27. Februar 2002) |       | GR 78  |
| Fotos hochladen               | Bruch am Weißen Felsen                  | (50° 50′ 49,6″ N, 14° 41′ 54,3″ O) | Naturdenkmal Verordnung des Landkreises Löbau-Zittau zur Festsetzung von geologischen Naturdenkmalen im Landkreis Löbau-Zittau (27. Februar 2002) |       | GR 271 |
| BW                            | Waldstück an der Wache                  | (50° 51′ 0,4″ N, 14° 39′ 47,3″ O)  | Flächennaturdenkmal (0,9 Hektar) Beschluss des Rates des Kreises Zittau 177/81 vom 22. Dezember 1981                                              |       | GR 269 |
| BW                            | Zeißigsteine                            | (50° 51′ 23,9″ N, 14° 41′ 29,9″ O) | Naturdenkmal Verordnung des Landkreises Löbau-Zittau zur Festsetzung von geologischen Naturdenkmalen im Landkreis Löbau-Zittau (27. Februar 2002) |       | GR 56  |
| mehr Fotos \| Fotos hochladen | Schwarzes Loch                          | (50° 50′ 45,3″ N, 14° 41′ 42,3″ O) | Naturdenkmal Verordnung des Landkreises Löbau-Zittau zur Festsetzung von geologischen Naturdenkmalen im Landkreis Löbau-Zittau (27. Februar 2002) |       | GR 272 |
| mehr Fotos \| Fotos hochladen | Basaltgang am Nonnenfelsen              | (50° 51′ 0,5″ N, 14° 40′ 59,3″ O)  | Naturdenkmal Verordnung des Landkreises Löbau-Zittau zur Festsetzung von geologischen Naturdenkmalen im Landkreis Löbau-Zittau (27. Februar 2002) |       | GR 273 |
| BW                            | Silber-Pappel an der Zittauer Straße 19 | (50° 51′ 40,8″ N, 14° 43′ 8,5″ O)  | Naturdenkmal Verordnung des Landkreises Löbau-Zittau zur Festsetzung von Naturdenkmalen im Landkreis Löbau-Zittau (26. Mai 1999)                  |       | GR 510 |

## Ehemalige Naturdenkmale in Jonsdorf
Link zu einem Kartenansichtstool, um Koordinaten zu setzen.
| Bild                          | Bezeichnung                        | Lage                               | Beschreibung | Datum | Nummer |
| ----------------------------- | ---------------------------------- | ---------------------------------- | ------------ | ----- | ------ |
| BW                            | Humboldtfelsen                     | (50° 50′ 44,5″ N, 14° 41′ 39,8″ O) | Naturdenkmal |       |        |
| mehr Fotos \| Fotos hochladen | Felsgebilde Große und Kleine Orgel | (50° 50′ 42,4″ N, 14° 41′ 33″ O)   | Naturdenkmal |       |        |